# Nadzieja i miłość
Nadzieja i miłość (tr. Benim Hala Umudum Var) – turecki serial obyczajowy wyreżyserowany przez Deniz Akçay oraz wyprodukowany przez Gold Film. W rolach głównych występują Gizem Karaca, Berk Oktay i Şükrü Özyıldız.
Premiera serialu odbyła się w Turcji 1 lipca 2013 na tureckim kanale Star TV. Ostatni odcinek serialu wyemitowano 25 kwietnia 2014 na antenie tureckiego Fox. W Polsce premiera serialu odbyła się 1 września 2017 na kanale TVP2. Tekst polski opracował Piotr Zieliński, natomiast lektorem serialu był Paweł Straszewski.

## Fabuła
Serial opisuje perypetie 23-letniej kobiety Umut Özden, która mieszka w ubogiej dzielnicy w Stambule razem z matką, ojczymem i przyrodnim rodzeństwem. Pewnego dnia kobieta dostaje od losu szansę. Asude, klientka salonu fryzjerskiego, w którym pracuje, proponuje jej, by zastąpiła jedną z modelek podczas pokazu w roli modelki. Na imprezie zjawia się przystojny birbant i bogacz – Ozan Korkmaz. Umut natychmiast wpada mu w oko. Aby zbliżyć się do niej, Ozan zatrudnia się w tym samym salonie i udaje też, że mieszka niedaleko, by mieć okazję wspólnie z nią jeździć do pracy.

## Obsada
- Gizem Karaca – Umut Özden
- Berk Oktay – Hakan Demirer
- Şükrü Özyıldız – Ozan Korkmaz
- Laçin Ceylan – Asude
- İpek Elban – Duygu
- Buse Arslan – Beril
- Savaş Alp Başar – Rüzgar Demirer
- Efe Şengün – Mert Türkoğlu
- Pınar Göktaş – Melis
- Nergis Çorakçi – Zeliha

## Spis serii
| Seria | Liczba odcinków | Liczba odcinków | Premierowa emisja | Premierowa emisja | Premierowa emisja | Premierowa emisja | Zakres odcinków | Zakres odcinków |
| Seria | Turcja          | Polska          | Rozpoczęcie       | Zakończenie       | Rozpoczęcie       | Zakończenie       | Oryginalnie     | Polska          |
| ----- | --------------- | --------------- | ----------------- | ----------------- | ----------------- | ----------------- | --------------- | --------------- |
| 1     | 33              | 66              | 1 lipca 2013      | 25 kwietnia 2014  | 1 września 2017   | 4 grudnia 2017    | 1–33            | 1–66            |